# Hradiště (Boêmia Central)
Hradiště é uma comuna checa localizada na região da Boêmia Central, distrito de Benešov.